# Gartl

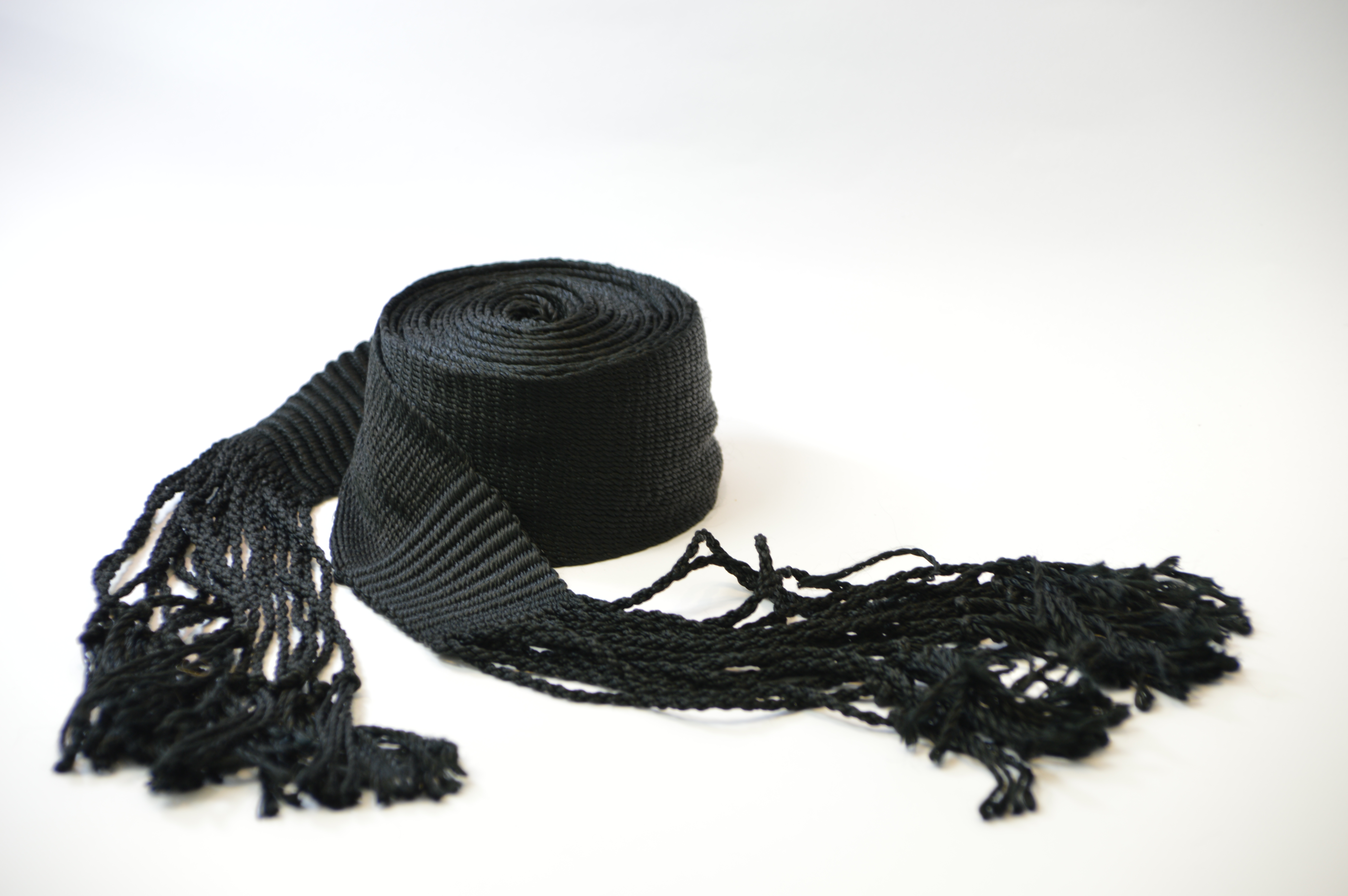
Gartl, en soie

Un Gartel (yiddish : גאַרטל, « petite ceinture ») est une ceinture portée (généralement mais non exclusivement) par les Hassidim durant les prières. Elle marque la séparation des parties supérieures et inférieures du corps, représentant respectivement l'esprit et le penchant animal. L'usage est cité dans le Talmud par Abbaye (Traité Shabbat 10a).

## Historique
Dans le livre d'Amos, Il est écrit : « Prépare-toi, ô Israël, à te présenter à ton Dieu ! ». Le Talmud interprète ce verset, disant qu'une préparation physique est nécessaire avant la prière et que cette préparation consiste à mettre une ceinture.
Quand les hommes portaient des tuniques, la ceinture servait à séparer le haut et le bas du corps.
Aujourd'hui, de nombreuses communautés, essentiellement les hassidim, conservent cette coutume. Ils considèrent comme un signe de respect et d’aspiration, de « ceindre nos reins » avec une ceinture avant de se présenter devant Dieu.
D'autres portent une deuxième ceinture. Ils l'apprennent du verset : « La justice sera la ceinture de ses reins, et la loyauté l’écharpe de ses flancs. ».
Dans ce verset, le Prophète fait référence à deux ceintures, c’est la raison pour laquelle les Hassidim portent le Gartel, une ceinture supplémentaire au-dessus de leurs vêtements.